# Lauri Vilkko
Lauri Tapani Vilkko (Rautjärvi, 13 agosto 1925 – Tuusula, 13 ottobre 2017) è stato un pentatleta finlandese.

## Palmarès
In carriera ha conseguito i seguenti risultati:
- Giochi olimpici:

Helsinki 1952: bronzo nel pentathlon moderno a squadre.
- Mondiali:

Stoccolma 1949: argento nel pentathlon moderno individuale ed a squadre.
Berna 1950: argento nel pentathlon moderno a squadre e bronzo individuale.
Helsingborg 1951: argento nel pentathlon moderno individuale ed a squadre.